# Cantitate de substanță
În fizică și chimie, cantitatea de substanță este o măsură a numărului de particule de substanță (molecule, atomi, ioni, electroni). Unitatea de măsură în SI este molul, cu simbolul mol. Pentru evitarea confuziilor, trebuie precizat despre ce fel de particule este vorba; în chimie de cele mai multe ori molul se referă la numărul de molecule.

## Concept
Cantitatea de substanță nu trebuie confundată cu masa. Aceeași masă poate reprezenta diferite cantități de substanță în funcție de masa individuală a particulelor constituente. De exemplu, un mol de heliu conține același număr de atomi ca și un mol de carbon, dar masele lor sunt diferite, pentru că un atom de heliu este mai ușor decît unul de carbon.

## Definire
Cantitatea de substanță se poate exprima ca raport între masă și masa molară a respectivei substanțe sau între numărul de particule și numărul lui Avogadro.
{\displaystyle n={\dfrac {m}{M}}={\frac {N}{N_{A}}}={\frac {V}{V_{m}}}}